# Charlotte Manning
Charlotte Manning, geborene Solly, in erster Ehe Speir (* 30. März 1803; † 1. April 1871 in Westminster, London) war eine englisch-britische Frauenrechtlerin und wissenschaftliche Autorin zur indischen Geschichte. Sie war die erste Schulleiterin von Girton College.

## Leben
Charlotte Solly wurde 1803 als Tochter des Kaufmanns Isaac Solly aus Leyton, Essex, geboren. Sie heiratete zunächst den Arzt William Speir und lebte mit ihm in Kalkutta. Sie schrieb ein wissenschaftliches Buch mit dem Titel Ancient India, das 1856 veröffentlicht wurde. Als Witwe heiratete sie am 3. Dezember 1857 James Manning, einen verwitweten Rechtsanwalt. Die Töchter ihres zweiten Mannes waren Charlotte und Adelaide Manning und ihre Nichte war Caroline Bishop, die für ihren Einsatz für die Kindergartenerziehung bekannt wurden.
1863 half Manning bei der Gründung der Ladies’ London Emancipation Society, die von Clementia Taylor geleitet wurde. Zu den weiteren Gründungs- und Vorstandsmitgliedern gehörten Mary Estlin, Sarah Parker Remond, Harriet Martineau, Eliza Wigham und Elizabeth Malleson. 1865 wurde die Kensington Society gegründet, in der intelligente Frauen sich sammelten, die von Emily Davies als Sekretärin aufgrund ihrer „Thoughtfulness“ angesprochen wurden. Diese Diskussionsgruppe traf sich in Mannings Haus, 44 Phillimore Gardens, und sie war die Präsidentin der Society von ihrer Gründung bis zu ihrer Auflösung im Jahr 1868. Die Gruppe zog viele namhafte Frauen an, insbesondere solche, die sich für die Verbesserung des Zugangs von Frauen zu höherer Bildung in Großbritannien einsetzten.
Die Kensington Society verlangte die beträchtliche Summe von zwei Shilling und Sixpence pro Jahr und den gleichen Betrag für jede Sitzung. Das Haus von Manning wurde genutzt, weil es die Zahl der teilnehmenden Frauen aufnehmen konnte. Einige der Frauen waren selbstbewusste Rednerinnen, während andere die Gesellschaft als einzigen Ort nutzten, an dem sie ein breites Spektrum an Themen privat diskutieren konnten. Die auf den Versammlungen geäußerten Meinungen wurden nicht aufgezeichnet, aber zu den gewählten Themen gehörten der Gehorsam für Töchter, die Frage, ob Jungen und Mädchen in denselben Fächern unterrichtet werden sollten, und die Frage, ob Frauen Parlamentsmitglieder oder Richterinnen werden könnten, sollten sie jemals das Wahlrecht erhalten.
Im Jahr 1869 veröffentlichte Manning das Buch Ancient and Medieval India, das eine umfassende Überarbeitung ihres vorherigen Buches darstellte. Im Oktober desselben Jahres wurde Manning zur ersten Mistress des Girton College ernannt. Im darauf folgenden Januar wurde Emily Shirreff ihre Nachfolgerin.
Manning starb am 1. April 1871 in Westminster. Im Monat vor ihrem Tod gründete sie den Londoner Zweig der National Indian Association, eine Organisation in der ihre Stieftochter Adelaide später aktiv war.